# Lacey Turner
Lacey Amelia Turner  (Barnet, Grande Londres, 28 de Março de 1988) é uma atriz inglesa, mais conhecida por interpretar Stacey Slater na série EastEnders.

## Filmografia
- 2004 - 2010, 2014 - presente : EastEnders : Stacey Slater
- 2011 : Being Human : Lia Shaman (2 episodios)
- 2012 : True Love : Michelle Booth (2 episodios)
- 2012 : Bedlam : Ellie Flint (6 episodios)
- 2012 : Switch : Stella Munroe (6 episodios)
- 2013 - presente: Our Girl : Molly Dawes (6 episodios)
- 2008 : Call the Midwife : Stella Crangle (1 episodio)